# Blind Leading Blind
Blind Leading Blind är heavy metal-bandet Los Sin Nombres debutskiva. Albumet gavs ut fredagen den 13 november 2009 på Vici Solum Productions.
Albumet är inspelat hos i studion RecLab i Linköping. Produktionen startade redan sommaren 2008, och spelades in etappvis under ungefär ett år. Albumet är främst producerat av gitarristen Martin Fogander, men samtliga medlemmar har hjälpt till att forma låtarna.
12 låtar spelades in, men albumet innehåller enbart 11 låtar, då en av dem togs bort genom ett gemensamt beslut av bandet och skivbolaget. Omslaget är designat av Björn Rallare, alias "Papabear".
Anmärkningsvärt är att låtarna på skivan spelas i alfabetisk ordning.
Albumet fick mycket bra respons från media såväl utomlands som nationellt, vilket hjälpt Los Sin Nombre att spridas globalt.

## Låtlista
1. Ashes to ashes
2. Bleed
3. Blind leading blind
4. Breaking silence
5. Enemy
6. Infected
7. Our daily bread
8. Passing through
9. Raised in anger
10. Taker of innocence
11. Wounds

## Medverkande musiker
- Pär Palm - Sång
- Martin Fogander - Lead gitarr, sång
- Saul Camara - Gitarr
- Jack Karlsson - Bas
- Linus Melchiorsen - Trummor